# Petit (fotbalista)
Armando Gonçalves Teixeira známý též jako Petit (* 25. září 1976 Štrasburk) je bývalý portugalský fotbalista. Přezdívku Petit dostal kvůli své malé postavě, a protože se narodil ve Francii. Portugalsko reprezentoval v letech 2001–2008, v 57 zápasech, ve kterých dal 4 góly. Získal stříbrnou medaili na mistrovství Evropy v roce 2004, krom toho se zúčastnil ještě tří vrcholných turnajů, mistrovství světa 2002 (Portugalci vypadli ve skupině), mistrovství světa 2006 (4. místo) a mistrovství Evropy 2008 (Portugalci vypadli ve čtvrtfinále). V roce 2001 byl vyhlášen portugalským fotbalistou roku. Je dvojnásobným mistrem Portugalska, jednou s Boavistou Porto (2000–01), jednou s Benficou Lisabon (2004–05). Od roku 2012 je trenérem, vedl řadu portugalských týmů, od roku 2020 je to Belenenses SAD.